# Jan-Ingwer Callsen-Bracker
Jan-Ingwer Callsen-Bracker (ur. 23 września 1984 w Szlezwiku) – niemiecki piłkarz występujący na pozycji obrońcy. Od 2011 roku zawodnik FC Augsburg.

## Życiorys
Swoją karierę rozpoczął w TSV Bollingstedt, klubie piłkarskim ze swojej rodzinnej miejscowości Bollingstedt. Po przeprowadzce wraz z rodzicami do Bonn-Beulen występował w SV Beuel 06, skąd w 1999 roku przeszedł do Bayeru 04 Leverkusen.
W Bundelidze zadebiutował 10 kwietnia 2004 w spotkaniu przeciwko 1. FC Kaiserslautern. Dotychczas rozegrał w niej 12 meczów, zdobywając 1 bramkę (w spotkaniu przeciwko Kaiserslautern w sezonie 2004/2005). W sezonie 2005/2006 z powodu kontuzji występował w 2. drużynie Bayeru. W czerwcu 2006 przedłużył swój kontrakt z drużyną. Reprezentant Niemiec U-19, U-20 i U-21.
W 2008 roku odszedł z Bayeru i za 750 tysięcy euro trafił do beniaminka Bundesligi Borussii Mönchengladbach.
Zimą 2011 przeszedł do FC Augsburg.